# Calvignasco
Calvignasco – miejscowość i gmina we Włoszech, w regionie Lombardia, w prowincji Mediolan.
Według danych na rok 2004 gminę zamieszkiwało 1028 osób, 1028 os./km².